# Маннинга
Маннинга —  влиятельный род хофтлингов (вождей) из Восточной Фризии. В течение XV и XVI веков Маннинга превратился в самый уважаемый дворянский род в стране после более позднего восточнофризского графского рода Кирксена, который позже был связан с ним. Благодаря своей искусной брачной политике они также имели связи с дворянством в соседних регионах, то есть в Гронингене, Эмсигерланде и графстве Бентхайм.

## История

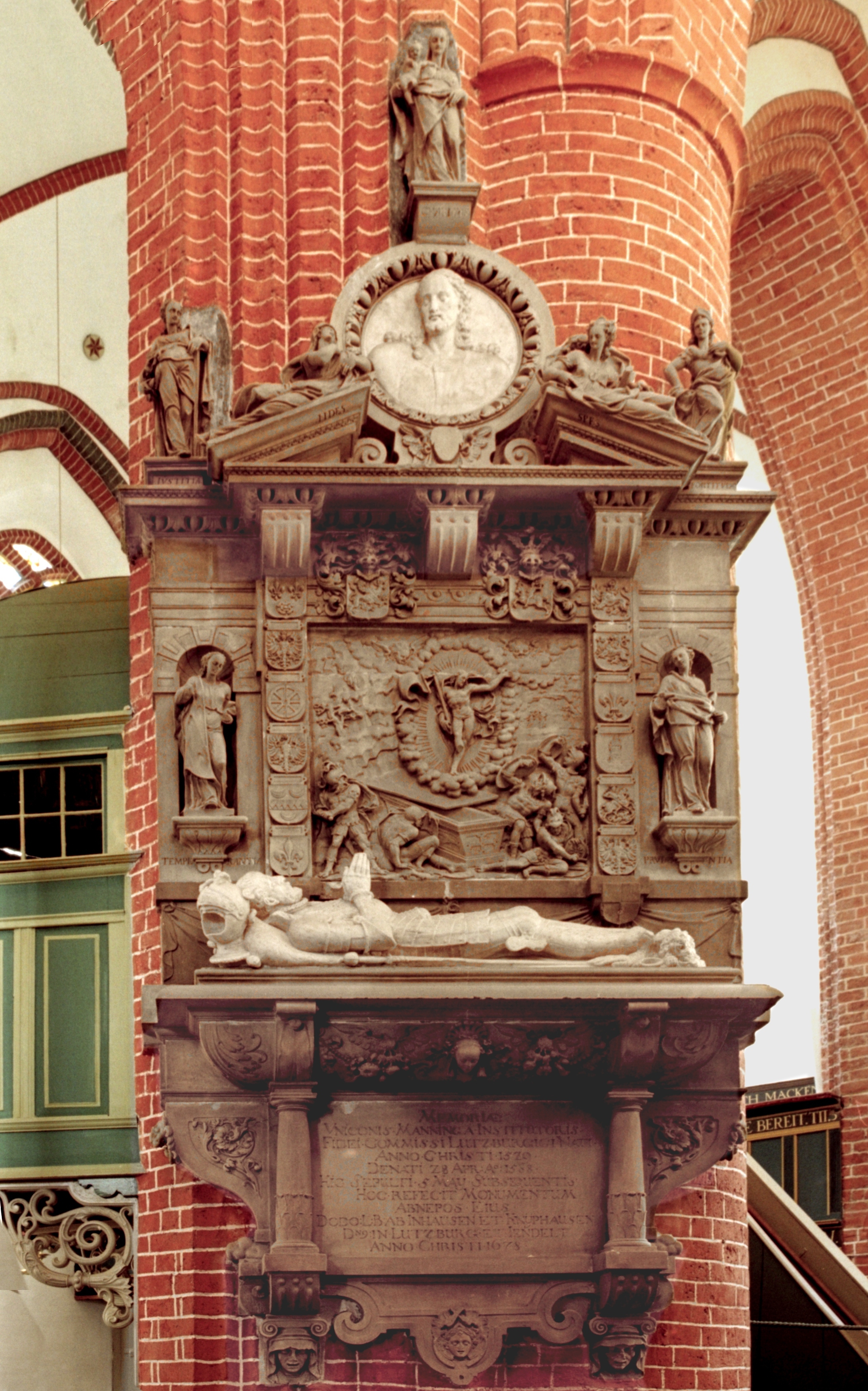
Гробница Унико Маннинги в церкви святого Людгера в Нордене

Происхождение рода неизвестно. Он, вероятно, произошёл от рода Бенинга из Эмсигерланда и имел резиденцию в Маннингабурге в Певзуме и владения в Вестеле. В 1374 году ему пришлось переместиться из Вестеля в замок Лютетсбург после больших затоплений земли в районе, который позже стал Лейбухтом из-за Первого потопа святого Дионисия. Там Дидо Маннинга основал побочную ветвь, последний член которой, Унико Маннинга, умер в 1588 году. После его смерти замок унаследовала его единственная дочь Хима. В результате её брака с рейхсфрайгерром Вильгельмом цу Инн- унд Книпхаузен в 1588 году Лютетсбург перешел во владение семьи Книпхаузен, потомки которой до сих пор являются владельцами замка Лютетсбург с его парком и лесом.
Родовая ветвь из Певзума расширилась благодаря брату Дидо, Поппо Маннинге. Он получил власть над соседним городом Воквардом. Позже Кирксены также даровали певзумской ветви сеньорию Еннельт. Погрязший в долгах Хойко Маннинга, умерший в 1568 году как последний представитель мужского пола ветви из Певзума, был вынужден продать все эти владения.
Третья ветвь рода Маннинга восходит к ветви из Лютесбурга. Его основателем был Хайо, брат Унико Маннинги. В результате брака он стал хофтлингом в Дейкстерхёйсе в Гронингенских Оммеландах. Он принимал участие в Нидерландской революции против Филиппа II. Когда испанцы отвоевали северо-восточные Нидерланды в 1580 году, он отправился в Восточную Фризию, где, вероятно, поселился в Вестермарше. После завоевания Морицем Оранским Гронинген вместе с прилегающими территориями в 1594 году стал частью Республики Соединенных провинций. В том же году Хайо вернулся в свои старые поместья в Оммеландах, где ветвь пресеклась в конце XVII века.